# Intwari Stadium
Das Intwari Stadium (bis 2019 Prince Louis Rwagasore Stadium) ist ein Mehrzweckstadion in Bujumbura im Bundesstaat Bujumbura Mairie in Burundi. Es hat eine Kapazität von 22.000 Zuschauern, wird derzeit hauptsächlich als Nationalstadion und für Fußballspiele genutzt und ist die Heimspielstätte des Prince Louis FC und des Vital’O FC.
Es wurde nach dem ehemaligen burundischen Premierminister und Freiheitskämpfer Louis Rwagasore benannt.